# Baťův kanál
Der Baťův kanál (deutsch Baťa-Kanal), bzw. Průplav Otrokovice-Rohatec (Wasserstraße Otrokovice-Rohatec) ist eine internationale Wasserstraße der Klasse 0 in Tschechien und der Slowakei. Sie führt über 51,5 Kilometer entlang der March von Otrokovice bis Rohatec und hat einen Höhenunterschied von 18,6 m. Davon entfallen 25,2 km auf Schiffskanäle und 28,3 km auf die March. Ihre ursprüngliche Länge betrug 51,8 km und umfasste noch einen ein Kilometer langen Abschnitt der Dřevnice. Derzeit laufen die Planverfahren für eine Verlängerung auf den Abschnitten Otrokovice-Kroměříž und Rohatec-Hodonín.

## Beschreibung
Die Wasserstraße Otrokovice-Rohatec ist jährlich vom 1. Mai bis 28. Oktober befahrbar. An ihr befinden sich 13 Schleusen von 5,30 m Breite und 39,5 m bzw. 50 m Länge sowie 13 Wehre. Befahrbar ist sie mit Schiffen bis 5 m Breite und 38 m Länge, deren Tauchtiefe 0,80 m nicht übersteigen sollte. Entlang der Trasse bestehen 50 Brücken, die zumeist eine lichte Höhe von 3,30 m haben. Die mit 2,30 m niedrigste Brücke befindet sich bei Huštěnovice. Die übliche Durchfahrtshöhe beträgt 2,40 m, bei höherem Wasserstand 2,30 m. Der Kanal hat eine Tiefe von 1,50 m und eine Breite von 12 m. Entlang der Wasserstraße befinden sich neun Häfen sowie weitere Anlegestellen für den touristischen Schiffsverkehr. Für den Individualverkehr sind elf feste Abfahrtsstellen ausgewiesen.

## Geschichte
Der Großunternehmer Tomáš Baťa gehörte zu Beginn der 1930er Jahre zu den überzeugtesten Verfechtern des Baus einer Wasserstraße von der Donau zur Oder. Sein Halbbruder Jan Antonín Baťa beabsichtigte, zunächst die Anlegung eines kleineren Schiffskanals entlang der March, um die Kohle aus seinen Braunkohlevorkommen in Ratíškovice auf dem Wasserwege zum Wärmekraftwerk des Baťa-Konzerns in Baťov zu transportieren. Eine Unterstützung dieses Projektes, das eine Befahrbarkeit mit Schiffen bis zu 100 t vorsah, wurde vom Verkehrsministerium abgelehnt, da es nicht der für den Donau-Oder-Elbe-Kanal vorgesehenen Passierbarkeit für Schiffe bis 1000 t entsprach. Später wurde das Kanalprojekt auf Schiffe von 38 m Länge und 5 m Breite mit einem Tiefgang von 1,20 m und einer Last von 150 t erweitert.
Nach Verhandlungen mit dem Landwirtschaftsministerium konnte Baťa eine staatliche Beteiligung für einen Kanalbau erreichen. Zur Beseitigung der durch die infolge der Regulierung der March eingetretenen Austrocknungen in den Marchauen und insbesondere die Grund- und Brunnenwasserabsenkungen im Raum Strážnice nach der Abwerfung der Morávka wurden am Fluss auf Staatskosten Bewässerungskanäle errichtet. In der March sollten zudem bei Kroměříž, Spytihněv und Nedakonice für eine Schiffbarmachung im Rahmen des Donau-Oder-Elbe-Kanal-Projektes Wehre angelegt werden. Die Mehrkosten für die Schiffbarmachung übernahm Baťa ebenso, wie ein Viertel der Kosten für die Wehranlagen. Unter diesen Bedingungen übernahm am 4. Oktober 1934 das Land Mährisch-Schlesien die Bauträgerschaft. Baťas Anteil wurde auf Grund der Weltwirtschaftskrise zur Hälfte vom Ministerium für die öffentlichen Arbeiten übernommen. Die Arbeiten waren 1938 abgeschlossen, die Kosten beliefen sich auf 38.000.000 Kronen. Zugleich ließ das Unternehmen von der Grube Tomáš in Ratíškovice zur Morávka eine Eisenbahn zur Kohlenverladung auf die Schiffe errichten. Bei Sudoměřice und in Baťov entstanden pneumatische Kohlenkipper. An der Dřevnice wurde der Hafen Baťov angelegt. Entlang des Schifffahrtsweges wurden durch das Unternehmen 14 Schleusen mit Schleusenwärterhäusern errichtet, 10 davon entstanden an den Schiffs- und Bewässungskanälen, drei an den Wehren in der March und eines im Hafen Baťov. Zur Durchquerung der March zur Morávka wurde eine Schrägaufzug-Hebewerk angelegt. Am 22. Februar 1939 bewilligte das Landesamt Brünn nach der Abnahme des Wasserweges den Schiffsverkehr durch das Unternehmen Baťa.
Im Juli gründete Baťa die Mährische Schifffahrts AG/Moravská plavební a.s. "Morava", der im September 1939 die Konzession zur Schifffahrt auf dem Baťův kanál erteilt wurde. Weitergehende Pläne einer Schiffbarmachung der Dřevnice bis Zlín und einer Fortführung des Kanals am linken Marchufer bis zur Donau bei Děvín konnten wegen des Kriegsausbruches nicht realisiert werden. Ab 1941 kam der Schiffsverkehr auf dem Kanal durch den Zweiten Weltkrieg zum Erliegen. Nach Kriegsende wurden für 21.000.000 Kronen die Kriegsschäden an der Wasserstraße beseitigt und 1947 der Gütertransport wieder aufgenommen.
Infolge der Verstaatlichung des Baťa-Konzerns führten unterlassene Investitionen zur Veraltung der technischen Anlagen. 1951 wurde auf dem unteren Abschnitt des Kanals der Schiffsverkehr eingestellt. Im Jahre 1960 erfolgte die gänzliche Einstellung des Gütertransports auf dem Kanal und 1972 wurde auf Antrag des Staatsbetriebes Svit Gottwaldov dessen Konzession für den Schiffsverkehr aufgehoben.
Ab 1993 entstanden in den Anliegergemeinden des Kanals Pläne zu einer Wiederaufnahme des Schiffsverkehrs zu touristischen Zwecken. Seit 1996 wurde der Kanal schrittweise instand gesetzt und die touristische Schifffahrt aufgenommen. Im Jahre 2004 wurde mit dem Arbeiten zur Herstellung der Schleuse Rohatec für eine Verlängerung des Schiffsverkehrs bis Hodonín begonnen. Zwischen 2008 und 2013 erfolgt der Bau der Schleuse Bělov für eine Ausdehnung des Schiffsverkehrs bis Kroměříž.

## Abschnitte

### Kroměříž-Otrokovice (Im Bau)
Zur Aufnahme des Ausflugsverkehrs nach Kroměříž ist der Bau einer Schleuse am Flusskilometer 166,77 der March beim Wehr Bělov sowie die Herstellung einer passierbaren Brücke unter der Straße Otrokovice-Bělov erforderlich. In Kroměříž soll eine Anlegestelle entstehen. Die Arbeiten erfolgten zwischen 2008 und 2013.

### Otrokovice-Spytihněv
Der Abschnitt der Wasserstraße verläuft von der Anlegestelle Otrokovice bis zum Wehr Spytihněv auf der March. Seit der Einstellung des Gütertransports und des Hafens Otrokovice im Jahre 1960 ist der Unterlauf der Dřevnice nicht mehr schiffbar. Für die touristische Befahrung bestehen in Napajedla und Napajedla-Pahrbek zwei Anlegestellen.

### Baťův kanál Spytihněv-Staré Město
Der Schiffskanal zweigt am Wehr Spytihněv über eine Schleuse rechtsseitig von der March ab und führt an Babice und Huštěnovice bis Staré Město. Bei Babice wird der Kanal über die der March zufließenden Bäche Vrbka und Kudlovský potok geführt. In Uhliska bei Babice und oberhalb von Staré Město befinden sich Schleusen. Auf diesem Abschnitt bestehen die Häfen Spytihněv und Staré Město sowie die Anlegestellen Babice I, Babice II und Huštěnovice. In Staré Město mündet der Baťův kanál über eine weitere Schleusenanlage wieder in die March.

### Uherské Hradiště-Veselí nad Moravou
Ab Uherské Hradiště führt die Wasserstraße über Kostelany nad Moravou, Nedakonice, Uherský Ostroh bis Veselí nad Moravou erneut an der March entlang. Auf diesem Abschnitt befinden sich Schleusen an den Wehren Kunovský les, Nedakonice und Uherský Ostroh
Es bestehen die Anlegestellen Kunovský les, Kostelany nad Moravou, Uherský Ostroh I, Uherský Ostroh II und Veselí nad Moravou-Ranč.

### Baťův kanál Veselí nad Moravou-Vnorovy/Morávka Lidéřovice-Rohatec
Der Baťův kanál zweigt bei Veselí nad Moravou über eine Schleuse rechtsseitig von der March ab und verläuft vorbei an Zarazice und Vnorovy neben dem Fluss. In Höhe von Lidéřovice kreuzt der Schiffskanal mittels beidseitiger Schleusen und einer nur mehr in Resten existierenden Schiffsseilbahn die March. Auf dem nachfolgenden 13,4 km langen Abschnitt folgt der Kanal dem begradigten Bett des alten March-Flussarmes Morávka/Morawka und wird deshalb als Morávka bezeichnet. Beim Schlosspark Strážnice wird die Morávka mittels beidseitiger Schleusen durch die Velička geleitet; der Begleitweg überquert die Velička mittels einer Brücke. Vorbei an Strážnice, Petrov und Sudoměřice erreicht die Morávka die slowakische Grenze. Eine weitere Schleuse befindet sich in Petrov, wo die Radějovka zufließt. Von der Einmündung des Sudoměřický potok bei Sudoměřice bildet die Morávka die Grenze zur Slowakei. Gegenüber von Rohatec mündet die Morávka in die March. Das Einzugsgebiet der Morávka umfasst 101,1 km².
Am Baťův kanál/Morávka bestehen die Häfen Veselí nad Moravou-laguna, Petrov, Sudoměřice und Skalica sowie die Anlegestellen Veselí nad Moravou-hvězdárna und Rohatec. 
Bei Sudoměřice überquert die Bahnstrecke Rohatec-Veselí nad Moravou die Morávka. An dieser Stelle ist am Kanal ein 1939 erbauter Kohlenkipper als Technisches Denkmal erhalten.

### Rohatec-Hodonín (in Planung)
Zur Aufnahme des Ausflugsverkehrs auf der March nach Hodonín wurde mit der Instandsetzung der Schleuse in Petrov sowie der Erhöhung einer Brücken über die Morávka bzw. Radějovka begonnen. An der Staatsgrenze war die Verbreiterung und Vertiefung der Mündung der Morávka in die March sowie der Neubau einer Schleuse bei Rohatec erforderlich. Dazu wurden zwischenstaatliche Verhandlungen mit der Slowakei geführt. 
Neben einem Hafen in Hodonín soll auf slowakischer Seite die Anlegestelle Perunská lúka entstehen. Die Arbeiten dazu begannen im Jahre 2004.